# Tuffi ai Giochi della XXX Olimpiade - Piattaforma 10 metri femminile
La gara della piattaforma 10 metri femminile dei Giochi di Londra 2012 si svolge l'8 e il 9 agosto.
Gli atleti iscritti sono 26 di 16 nazioni differenti.

## Programma
| Data                    | Ora   | Turno       |
| ----------------------- | ----- | ----------- |
| Mercoledì 8 agosto 2012 | 19:00 | Preliminari |
| Giovedì 9 agosto 2012   | 10:00 | Semifinale  |
| Giovedì 9 agosto 2012   | 19:00 | Finale      |

## Risultati

### Preliminari
Il turno preliminare si disputa l'8 agosto a partire dalle ore 19:00 BST. Le prime 18 della classifica vanno alla semifinale.
| Pos. | Atleta                     | Nazione        | Punti  | Note |
| ---- | -------------------------- | -------------- | ------ | ---- |
| 1    | Chen Ruolin                | Cina           | 392,35 | Q    |
| 2    | Pandelela Rinong           | Malaysia       | 349,00 | Q    |
| 3    | Christin Steuer            | Germania       | 341,75 | Q    |
| 4    | Brittany Broben            | Australia      | 339,80 | Q    |
| 5    | Melissa Wu                 | Australia      | 337,90 | Q    |
| 6    | Hu Yadan                   | Cina           | 337,85 | Q    |
| 7    | Julija Koltunova           | Russia         | 334,80 | Q    |
| 8    | Mai Nakagawa               | Giappone       | 327,65 | Q    |
| 9    | Katie Bell                 | Stati Uniti    | 326,95 | Q    |
| 10   | Meaghan Benfeito           | Canada         | 325,50 | Q    |
| 11   | Julija Prokopčuk           | Ucraina        | 324,85 | Q    |
| 12   | Noemi Batki                | Italia         | 324,20 | Q    |
| 13   | Paola Espinosa             | Messico        | 324,00 | Q    |
| 14   | Brittany Viola             | Stati Uniti    | 322,55 | Q    |
| 15   | Jin Ok Kim                 | Corea del Nord | 320,10 | Q    |
| 16   | Maria Kurjo                | Germania       | 319,65 | Q    |
| 17   | Roseline Filion            | Canada         | 314,85 | Q    |
| 18   | Kim Un-hyang               | Corea del Nord | 308,10 | Q    |
| 19   | Monique Gladding           | Gran Bretagna  | 301,45 |      |
| 20   | Stacie Powell              | Gran Bretagna  | 287,30 |      |
| 21   | Carolina Mendoza Hernandez | Messico        | 286,95 |      |
| 22   | Traisy Vivien Tukiet       | Malaysia       | 285,00 |      |
| 23   | Brenda Spaziani            | Italia         | 268,00 |      |
| 24   | Audrey Labeau              | Francia        | 261,05 |      |
| 25   | Annia Rivera               | Cuba           | 233,95 |      |
| 26   | Suji Kim                   | Corea del Sud  | 215,75 |      |

### Semifinale
La semifinale si svolge la mattina del 9 agosto a partire dalle 10:00. I primi 12 classificati accedono alla finale.
| Pos. | Atleta           | Nazione        | Punti  | Note |
| ---- | ---------------- | -------------- | ------ | ---- |
| 1    | Chen Ruolin      | Cina           | 407,25 | Q    |
| 2    | Meaghan Benfeito | Canada         | 359,90 | Q    |
| 3    | Brittany Broben  | Australia      | 359,55 | Q    |
| 4    | Melissa Wu       | Australia      | 355,60 | Q    |
| 5    | Pandelela Rinong | Malaysia       | 352,50 | Q    |
| 6    | Julija Koltunova | Russia         | 351,90 | Q    |
| 7    | Christin Steuer  | Germania       | 339,90 | Q    |
| 8    | Roseline Filion  | Canada         | 329,60 | Q    |
| 9    | Hu Yadan         | Cina           | 328,25 | Q    |
| 10   | Noemi Batki      | Italia         | 325,45 | Q    |
| 11   | Paola Espinosa   | Messico        | 317,10 | Q    |
| 12   | Julija Prokopčuk | Ucraina        | 315,80 | Q    |
| 13   | Kim Un-hyang     | Corea del Nord | 314,40 |      |
| 14   | Kim Jin-ok       | Corea del Nord | 312,95 |      |
| 15   | Brittany Viola   | Stati Uniti    | 300,50 |      |
| 16   | Katie Bell       | Stati Uniti    | 296,80 |      |
| 17   | Maria Kurjo      | Germania       | 264,45 |      |
| 18   | Mai Nakagawa     | Giappone       | 260,05 |      |

### Finale
La finale si svolge il 9 agosto dalle 19:00.
| Pos.    | Atleta           | Nazione   | Punti  |
| ------- | ---------------- | --------- | ------ |
| Oro     | Chen Ruolin      | Cina      | 422,30 |
| Argento | Brittany Broben  | Australia | 366,50 |
| Bronzo  | Pandelela Rinong | Malaysia  | 359,20 |
| 4       | Melissa Wu       | Australia | 358,10 |
| 5       | Julija Koltunova | Russia    | 357,90 |
| 6       | Paola Espinosa   | Messico   | 356,20 |
| 7       | Christin Steuer  | Germania  | 351,35 |
| 8       | Noemi Batki      | Italia    | 350,05 |
| 9       | Hu Yadan         | Cina      | 349,50 |
| 10      | Roseline Filion  | Canada    | 349,10 |
| 11      | Meaghan Benfeito | Canada    | 345,15 |
| 12      | Julija Prokopčuk | Ucraina   | 344,55 |